# Polypropylène

Code d'identification de la résine PP.

Le polypropylène (ou polypropène) isotactique, de sigle PP (ou PPi) et de formule chimique (-CH2-CH(CH3)-)n, est un polymère thermoplastique semi-cristallin de grande consommation (bouteille, mobilier, etc.). Sa résistance exceptionnelle à la fatigue en fait un matériau de choix pour les pièces qui doivent être déformées (articulation entre un couvercle et une boite par exemple).
Le polypropylène isotactique est une polyoléfine résultant de la polymérisation coordinative des monomères propylène [(CH2=CH-CH3)] en présence de catalyseurs, suivant principalement la catalyse de Ziegler-Natta.

## Historique
Le chimiste italien Giulio Natta et le chimiste allemand Karl Ziegler obtinrent, en mars 1954, un polypropylène à structure géométrique cristalline régulière. Natta emploie le terme « isotactique » pour décrire ce polymère. Les chaînes d'un polymère isotactique peuvent se rapprocher les unes des autres pour former un solide ordonné.
Plus tard, il mettra au point des catalyseurs stéréospécifiques permettant l'obtention systématique de tels polymères.
Voir aussi John Paul Hogan et Robert Banks.
Le polypropène syndiotactique (PPs) est industrialisé à partir de 1992.

## Propriétés physiques
- Module de Young : 1,1 à 1,6 GPa.
- Retrait : 1 à 2,5 %.

Le polypropylène de grade « injection » est très facilement recyclable ; le PP de grade « film » est au contraire beaucoup plus délicat à recycler, surtout s'il est imprimé.
Le polypropylène est translucide à opaque, hydrophobe, dur, semi-rigide et très résistant à l'abrasion.
Pour augmenter ses propriétés mécaniques, il est courant qu'il soit chargé en fibre de verre, à hauteur de 10 à 30 % en général.
Le polypropylène expansé, de sigle EPP en anglais ou PP-E selon la norme EN ISO 1043-1, est une mousse blanche ressemblant au polystyrène expansé, mais avec une mémoire de forme lui permettant de se déformer sans casser et de conserver sa structure.
Le propylène peut former des homopolymères (polypropylène), des copolymères statistiques ou des copolymères « bloc ». Le comonomère le plus utilisé est l'éthylène pour donner des polyoléfines élastomères comme l'éthylène-propylène (EPR ou EPM) et l'éthylène-propylène-diène monomère (EPDM).

Schéma de la polymérisation.

Représentation d'une chaîne d'un polypropylène isotactique et syndiotactique (de haut en bas).

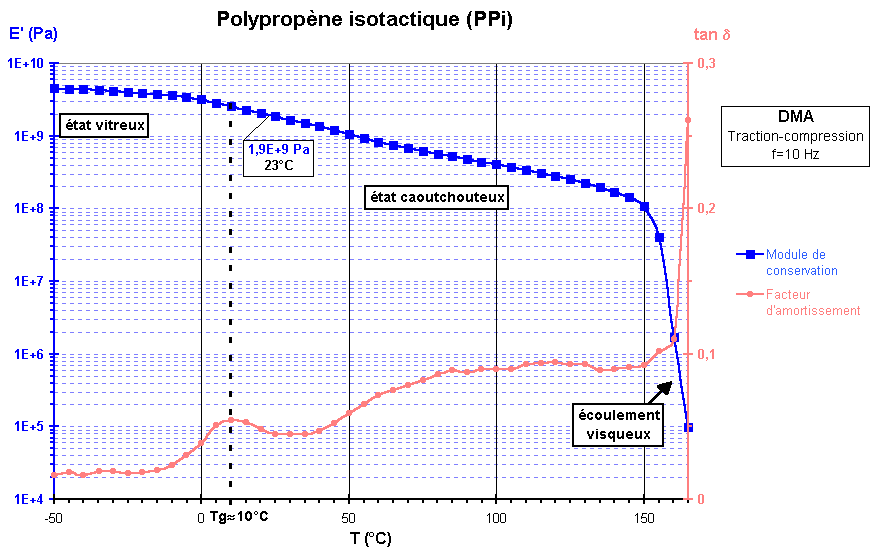
Variation du module d'un PPi avec la température.

Moulage par injection : schéma de principe et températures.

Selon sa tacticité, le polypropylène peut être :
| Grade                                   | Atactique (PPa)                                                                  | Syndiotactique (PPs)                             | Isotactique (PPi)                                                                     |
| --------------------------------------- | -------------------------------------------------------------------------------- | ------------------------------------------------ | ------------------------------------------------------------------------------------- |
| Date de 1re fabrication                 |                                                                                  | 1992                                             | 1954 : Giulio Natta et Karl Rehn                                                      |
| Polymérisation                          |                                                                                  | Catalyse avec un métallocène                     | Catalyse de Ziegler-Natta                                                             |
| Taux de cristallinité                   | Amorphe (~0 %)                                                                   | Cristallinité moyenne (30 - 40 %)                | Cristallinité élevée (70 - 80 %)                                                      |
| Densité                                 | 0,85 à 0,90                                                                      | 0,89 à 0,91                                      | 0,92 à 0,94                                                                           |
| Température de fusion (F)               | Aucun                                                                            | 130 °C (pour une cristallinité de 30 %) à 150 °C | 171 °C pour un PP parfaitement isotactique. 160 à 166 °C pour les grades commerciaux. |
| Température de transition vitreuse (Tv) | −6 °C                                                                            | −4 °C                                            | −18 °C                                                                                |
| Intérêt                                 | Affichent une faible résistance mécanique et présentent peu d'intérêt industriel | Peu nombreux                                     | Courants                                                                              |

## Applications
On trouve de nombreuses pièces moulées en polypropylène pour la construction automobile, notamment les pare-chocs, les tableaux de bord, l'habillage de l'habitacle et les réservoirs d'essence et de liquide de frein. Le polypropylène est souvent utilisé pour les emballages alimentaires pour sa résistance à la graisse (ex. : emballages de beurre) et son aspect brillant. Il est également utilisé pour la fabrication de tissus d'ameublement, de vêtements professionnels jetables (combinaisons de peinture, charlottes, masques chirurgicaux, etc.), de sacs tissés à haute résistance, de géotextiles et de géomembranes ; on le trouve aussi sous forme de fibres dans les cordages et les tapis synthétiques. Des pailles à boire sont également fabriquées en polypropylène.
En longueur nominale de 6  à   18 mm, la fibre de polypropylène est l'adjuvant idéal au béton pour diminuer le retrait plastique, les fissurations et les lézardes, et augmenter les propriétés de surface. Les fibres ne remplacent pas le renforcement structurel traditionnel en acier ou les procédés habituels de bonne prise du ciment, mais il est très souvent possible de remplacer les treillis par ces fibres.
Plusieurs pays ont émis des billets de banque en polypropylène, dont le Canada, Singapour, l'Australie, le Mexique et Israël.
Pour l'alléger tout en renforçant sa rigidité, il peut être moulé comme du carton ondulé ; appelé polypropylène alvéolaire (PPA). Il peut aussi avoir une structure en nid d'abeille (honeycomb en anglais).
Le polypropylène expansé est utilisé en aéromodélisme pour construire les petits modèles (moins d'un mètre d'envergure). Grâce à ses propriétés mécaniques (légèreté, souplesse et mémoire de forme), il permet de créer des modèles très résistants aux chocs, et faciles à réparer (collage rapide à la colle cyanoacrylate).
Dans les domaines de l'électrotechnique et de l'électronique (en particulier l'électronique de puissance), le polypropylène a de nombreuses applications. Par exemple comme isolant dans les transformateurs, pour les gaines des fils et câbles et en tant que diélectrique de condensateurs à films plastiques et de condensateurs de puissance.

## Avantages et inconvénients

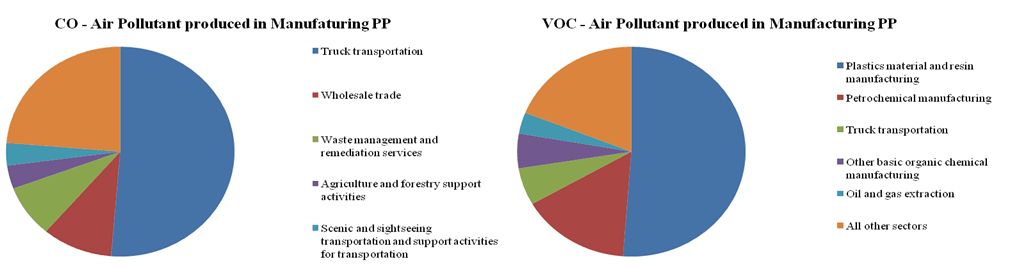
Polluants atmosphériques produits lors de la fabrication du polypropylène (PP). Diagrammes pour le CO (monoxyde de carbone) et les COV (composés organiques volatils).

Le polypropylène présente de nombreux avantages : il est bon marché, alimentaire (inodore et non toxique), indéchirable, très résistant à la fatigue et à la flexion (fabrication de charnières), très peu dense, chimiquement inerte, stérilisable et recyclable. C'est de plus un excellent isolant électrique, qui est une alternative à l'utilisation du PVC pour la fabrication de câbles à faible fumée.
Par contre, il est fragile (cassant) à basse température (car sa température de transition vitreuse (Tv) est proche de la température ambiante), sensible aux UV, moins résistant à l'oxydation que le polyéthylène et difficile à coller.
La résilience du polypropylène peut être améliorée en malaxant du PPi avec les élastomères EPR ou EPDM.
Sa production en masse est source d'impacts environnementaux et de consommation de pétrole, ainsi que d'émission de gaz à effet de serre. Son impression ou certains additifs (fibres, ignifugeants — les métaux lourds sont interdits depuis quelques années) peuvent rendre son recyclage difficile ou impossible de manière rentable.
Les progrès de l'écoconception dans la plasturgie pourraient faciliter le tri et le recyclage de ce matériau, cependant ce dernier point ne peut être attesté en 2022.

## Commerce
En 2014, la France était exportatrice de polypropylène (homo- et copolymère).
| Type         | Import | Export |
| Copolymère   | 26 819 | 42 455 |
| Homopolymère | 33 265 | 44 800 |

En 2014, le prix moyen observé de l'homopolymère est de 1 300 €/t.